# Сельское поселение Новое Аделяково
Сельское поселение Новое Аделяково (чув. Ҫӗнӗ Этелек ял тӑрӑхӗ) — муниципальное образование в Челно-Вершинском районе Самарской области.
Административный центр — село Новое Аделяково.

## Административное устройство
В состав сельского поселения Новое Аделяково входит 1 населённый пункт:
- село Новое Аделяково.

В селе находится Административный дом - Сельский совет
У сельского совета имеется состав Администрации поселения, в которых входит глава Нового Аделякова Войнова Александра.

## Места
В доме сельского совета находится клуб где люди отдыхают и проводят мероприятия. Ещё есть почта, где поселенцы получают письма и посылки.
В этом селе есть замечательная школа ГБОУ СОШ с. Новое Аделяково. Сайт школы novadel-sch.ru.
В этом селе есть четыре магазина.
На Чувашской улице есть красивая церковь.
Пять улиц из которых:
1. Школьная
2. Центральная
3. Чувашская
4. Русская
5. Озёрная